# Pterolophia ugandae
Pterolophia ugandae là một loài bọ cánh cứng trong họ Cerambycidae.